# Cấy ghép da
Ghép da hay cấy ghép da là một loại phẫu thuật cấy ghép các tế bào da.
Ghép da thường được sử dụng để điều trị vết thương hoặc thương tích rộng, bỏng, các khu vực bị mất da rộng rãi do nhiễm trùng như viêm hoại tử hoặc fulminans ban xuất huyết .Phẫu thuật cụ thể có thể yêu cầu ghép da để chữa bệnh xảy ra - phổ biến nhất loại bỏ các bệnh ung thư da.
Ghép da thường được sử dụng sau khi chấn thương nghiêm trọng khi một số da của cơ thể bị tổn thương. Phẫu thuật cắt bỏ (cắt bỏ hoặc debridement) của da bị hư hỏng được chữa lại bằng cách ghép da. Ghép phục vụ hai mục đích: giảm quá trình điều trị cần thiết (thời gian trong bệnh viện), cải thiện chức năng và diện mạo của bộ phận được ghép da.
Có hai loại ghép da, loại phổ biến hơn là nơi một lớp mỏng được lấy ra khỏi phần cơ thể khỏe mạnh (phần của người hiến tặng) như lột khoai tây, hoặc ghép da dày, bao gồm véo và cắt da từ người cho tặng. Ghép da dày đầy đủ là nguy hiểm hơn, về mặt cơ thể chấp nhận da, nhưng nó chỉ để lại một vết sẹo trên phần người hiến tặng, tương tự như vết sẹo phẫu thuật. Đối với ghép da dày đầy đủ, phần da của người cho thường sẽ lành nhanh hơn nhiều so với tổn thương và ít đau hơn so với ghép da dày một phần.